# ۵٬۲-دی‌متیل‌هگزان
۵،۲-دی‌متیل‌هگزان (به انگلیسی: 2,5-Dimethylhexane) یک ترکیب شیمیایی با شناسه پاب‌کم ۱۱۵۹۲ است. شکل ظاهری این ترکیب، مایع شفاف بی‌رنگ است.